# 拇趾滑液囊炎
拇趾滑液囊炎（Bunion），也稱為拇囊炎或拇趾外翻（Hallux valgus），是描述大拇趾和脚之間蹠趾關節的異常變形。大拇趾常常會往另外四個腳趾的方向傾斜，造成關節紅腫疼痛，拇趾滑液囊炎一般是漸進式的，併發症包括黏液囊炎及關節炎。
具體的成因仍屬未知，目前提出的可能原因包含穿著過緊鞋子、家族有病史及患有類風濕性關節炎。診斷方式通常是基於症狀，並以X光片結果分期與評估畸形嚴重度。類似症狀也可能出現於小拇趾，稱為小指滑液囊炎。
可能的治療方式如下，穿著適當尺寸的鞋子、使用矯形器或非類固醇消炎止痛藥，如果上述方式不見效或未能改善症狀，可能需要接受手術。約有23%的成人患有此症，女性往往多於男性，常見發病年齡層介於20歲到50歲之間，隨著年紀增長可能會日漸嚴重。拇趾滑液囊炎的記載首見於1870年。

## 外部連結
- Textbook of Hallux Valgus and Forefoot Surgery （页面存档备份，存于）, links to complete text in PDF files